# 都鄙問答
『都鄙問答』（とひもんどう）は、江戸時代中期に成立した心学運動の経典というべき書である。町人道を説いた。問答体による構成は4巻16段からなっている。著者は丹波桑田郡東懸村（京都府亀岡市）の百姓の出の商人市井学者・石田梅岩。1739年（元文4年）刊。

## 概説
封建社会の儒教倫理に沿って職能として士農工商それぞれの社会的意義を考え、経済と道徳の一致を説き商人にも流通の役割の価値を見出し、利益を追求することの正当性を強調している。
- 第一巻は序論として人の本性を知ることと、教養を高めようとする座学よりも、修行や実践を通じた経験に裏打ちされた物にこそ価値があると説いている。さらに、孝行の心や士農工商それぞれに階級的な職分に応じた倫理道徳があると述べている。
- 第二巻は、仏教や神道についても、互いに反目しあうものではなく神・仏・儒・老荘のいずれの教えにも修養の助けになるものがあり教えから取り入れるべきであると説く。さらに商人にも学問が必要で、教育を受け正しい利益を得るのは侍の俸禄と同じで当然と説く、商人の社会的意義を強調し職分上は平等であるという。
- 第三巻は「性理問答の段」で朱子学的な心の問題を追及している。
- 第四巻では「学者行状心得難キヲ問ウ」の段以下6段。信仰や医学、はたまた借金に至るまでの身近な問題についての問答でいずれも観念的でなく、町人の生活に密着した実例を挙げその他対処法も平易に説くところに魅力がある。

## 各段の最初の問い

### 巻の一
- あなたは異端の教えで人をだましているのではないですか。
- 世の中で評判になるほどの孝行をしてみたいです。
- 侍の家に奉公する息子に、侍の道をどう教えたらよいですか。
- 商人はどうしたら人間の正しい道を守れるのでしょう。
- 息子が学問をしたいと言うが、それで人柄が悪くならないか心配です。

### 巻の二
- 日本の神道と中国の儒道はなぜ違うのですか。
- 婚礼などで魚など生き物を料理するのは殺生ではないか。
- 孝行はどのようにすべきでしょう。
- 宋学は「理」を重んじていてよくわかりません。

### 巻の三
- 人の「性」については、孟子以後いろんな説があるが、どれが本当ですか。

### 巻の四
- どんな書物でも暗唱できるくらい書物を読んでいるのに、しまりがなく人に迷惑をかける人がいます。
- 儒教ではわからない大事な事が、浄土宗の念仏にはありますと僧。
- 親の命日に墓参りに行く前に、鎮守の神に参ってよいのでしょうか。
- 息子を医者にしたいが、どう心掛けさせるべきでしょう。
- うちの親方は金持ちなのに金を使いません。生きる楽しみをもたないのと同じですね。
- 『日本書紀』は天地がまだ分かれない時のことから書かれていますが、誰がそれを見たというのでしょう。